# مسييه 32

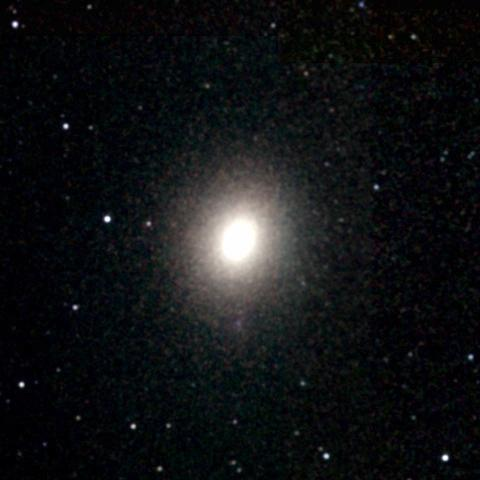
صورة أخرى لمسييه 32.

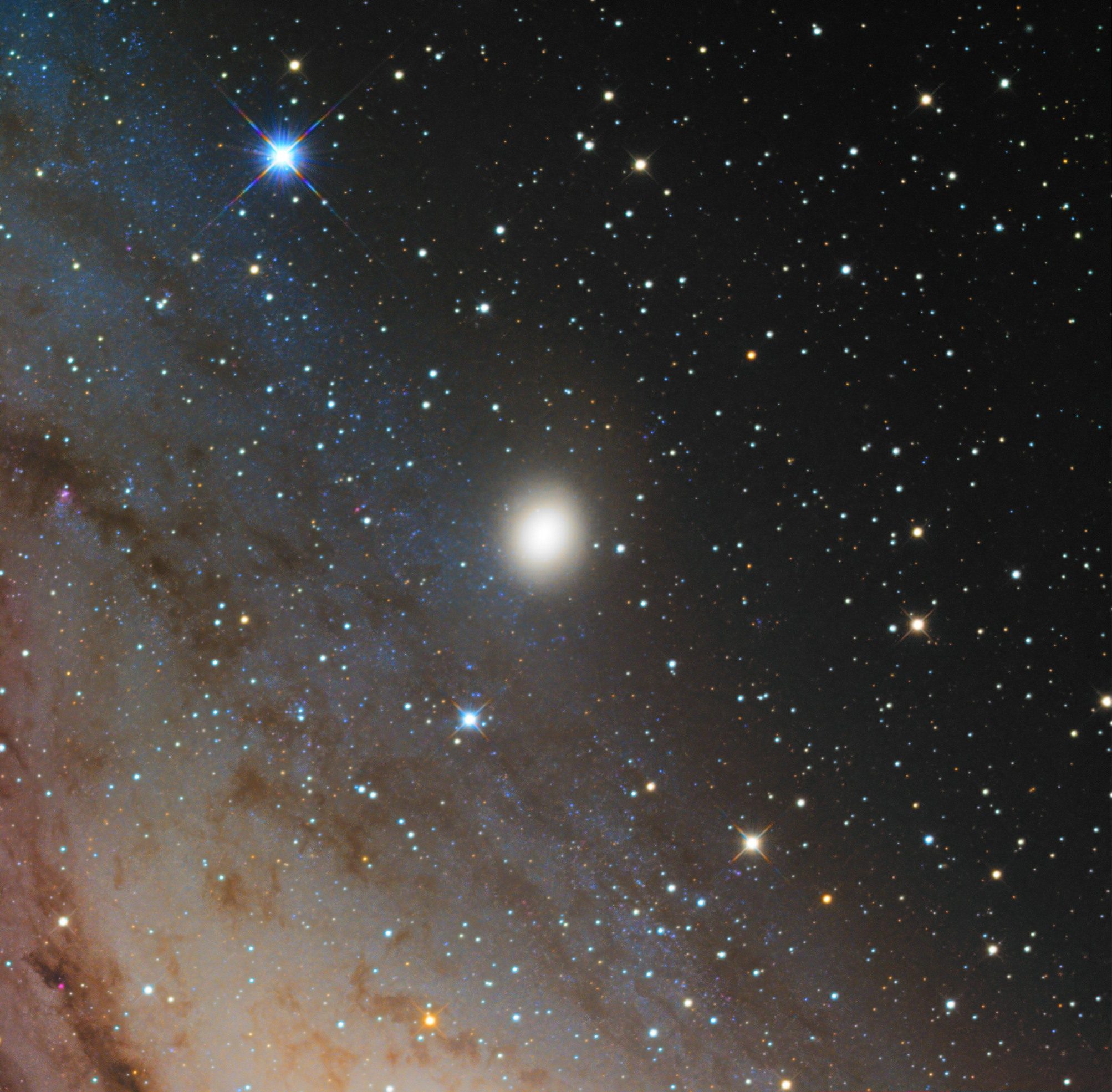
ميسييه 32

مسييه 32 أو م32 (بالإنجليزية: Messier 32 أو NGC 221)‏ هي مجرة قزمة بيضوية، تبعد عن الأرض نحو 2.65 مليون سنة وتقع في كوكبة المرأة المسلسلة. وتشكل المجرة مسييه 32 تابعا للمجرة الكبيرة أندروميدا (أو م31) واكتشفها الفلكي الفرنسي لو جنتي عام 1749. يبلغ قطر م32 نحو 6.500 سنة ضوئية. ومثل معظم المجرات البيضوية تحتوي مسييه 32 على عدد صغير من النجوم الحمراء والصفراء المتقدمة في العمر، ولا يحتوي على غبار أو غاز، ولهذا فلا توجد به نجوم في مرحلة التكوين.
يبلغ اتساع م32  نحو 6 - 8 دقيقة قوسية، كما يقدر لمعانها نحو 8.1 قدر ظاهري.
يصعب تفسير التكوين النجمي للمجرة مسييه 32 على أساس النموذج المعروف لتكون المجرات. وقد بينت الحسابات التي أجريت لتمثيل ذلك احتمال تحول شكل مجرة حلزونية إلى مجرة بيضوية تحت تأثير قوي الجزر الشديدة المؤثرة من المجرة م31 الكبيرة.

## اقرأ أيضا
- قزمة الدلو
- علم الفلك للأشعة السينية
- قزم أبيض
- عملاق أحمر.
- نجم
- نجم نيوتروني.
- مجرة
- الانفجار العظيم
- خط زمني للانفجار العظيم
- ثقب أسود
- نابض.
- نجم متغير.

متغير سيفيدي.

## وصلات خارجية
- SEDS: Elliptical Galaxy M32
- موقع الكون في الإنترنت